# ابن عربی
تیم هکری عقرب
ابن عربی (به عربی: ابن عربي‎)، با نام کامل ابوعبدالّله محمد بن علی بن محمد ابن عربی الحاتمی الطائی الاندلسی المرسی الدمشقی (زادهٔ ۲۶ ژوئیه ۱۱۶۵ – درگذشتهٔ ۱۶ نوامبر ۱۲۴۰ میلادی)، دانشور و عارف و فیلسوف اندلسی قرن ششم هجری بود که در فلسفه اسلامی بسیار تأثیرگذار بود. از ۸۵۰ اثر منتسب به وی، حدود ۷۰۰ اثر معتبر هستند درحالی که بیش از ۴۰۰ اثر موجود است. آموزه‌های جهان‌شناختی وی، جهان‌بینی غالب در بسیاری از نقاط جهان اسلام شد.
وی در میان اهل سلوک و عرفان با نام‌های الشیخ‌الاکبر (منظور مکتب اکبریه یا اکبریان) و محیی‌الدین ابن عربی در خاورمیانه معروف است.
برخلاف تصور بسیاری، هر چند ابن عربی در برخی مباحث، سخنانی از صوفیه را تأیید کرده است؛ اما در مواردی نیز، به نقدآرایی از صوفیه پرداخته است و در فتوحات ج۱، ص ۶۱ گفته است که او دیدگاه مستقلی دارد و تابع دیدگاه صوفیه نیست.

## زندگی

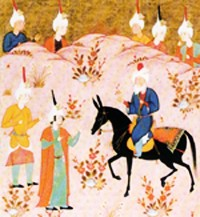
مینیاتور ایرانی قرن شانزدهم از ابن عربی سوار بر اسب با دو تن از شاگردانش، کتابخانه بادلین، آکسفورد.

ابوعبدالله در سال ۵۶۰ ه‍.ق در شهر مورسیا در جنوب شرقی اندلس به دنیا آمد. پدرش علی بن محمد از عالمان فقه و حدیث و تصوف بود و جدش نیز یکی از قضات اندلسی بود.
او قرآن، حَدیث، فقه، لغت، ادبیات و تصوف را نزد عالمان عصر آموخت و با ابن رشد، فیلسوف اندلسی دیدار کرد. عالی‌ترین دانش‌نامه ابن عربی، کتب فتوحات مکیه و فصوص‌الحکم است.

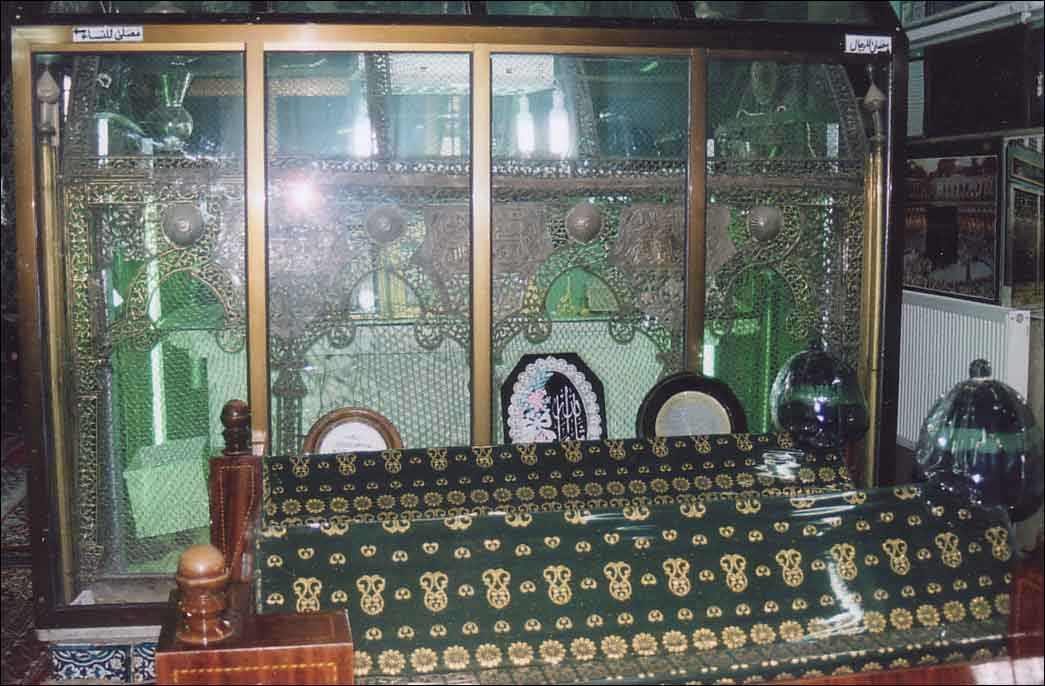
مقبره ابن عربی در دمشق

ابن عربی در ۲۲ ربیع‌الثانی ۶۳۸ برابر با ۱۰ نوامبر ۱۲۴۰ در دمشق در سن ۷۸ سالگی درگذشت.

## عقاید

نمودار «دشت مجمع» یا ارض‌الحشر در روز قیامت، از نسخه خطی فتوحات‌المکیه، حدود ۱۲۳۸.

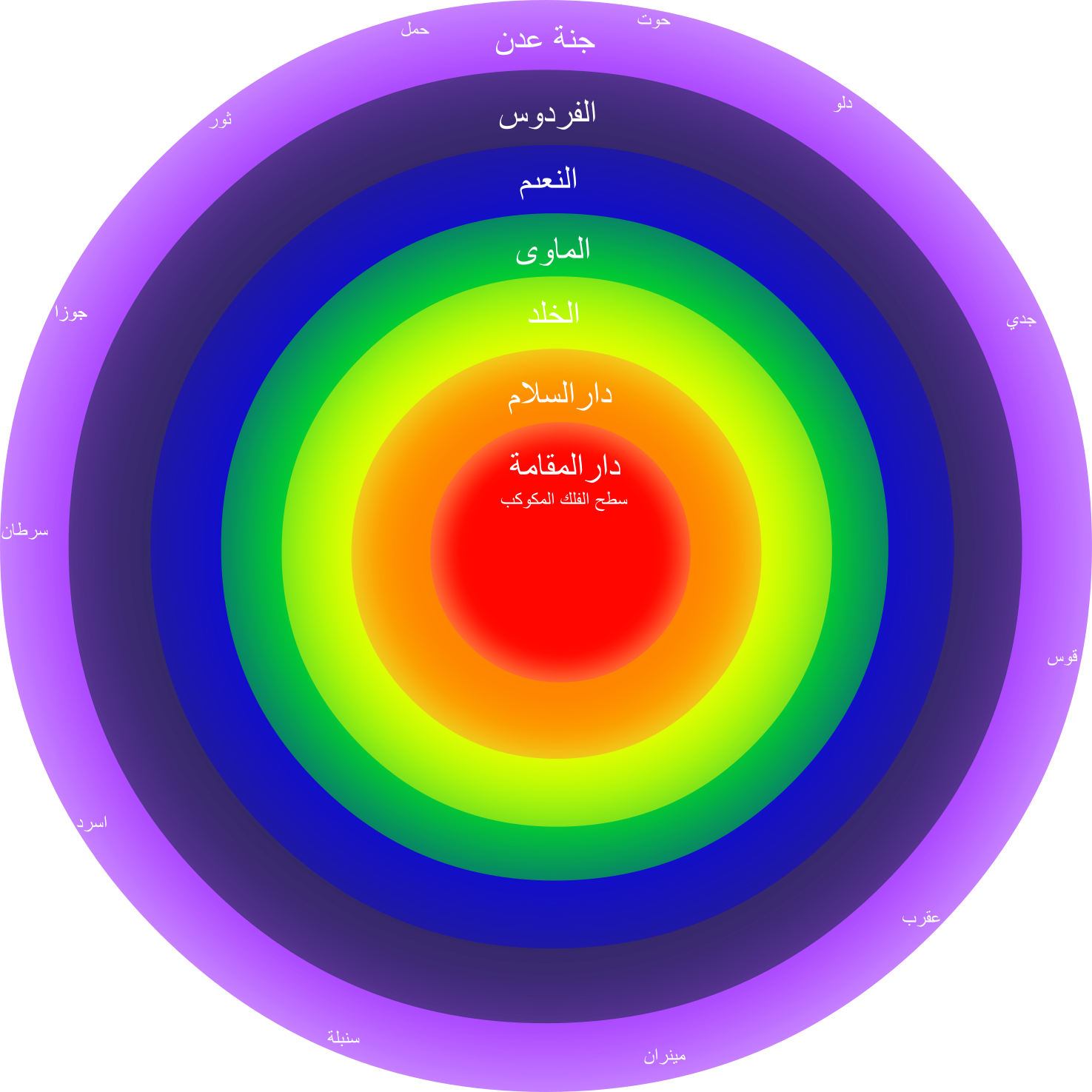
نمودار جنت فتوحات‌المکیه، سال ۱۲۳۸.

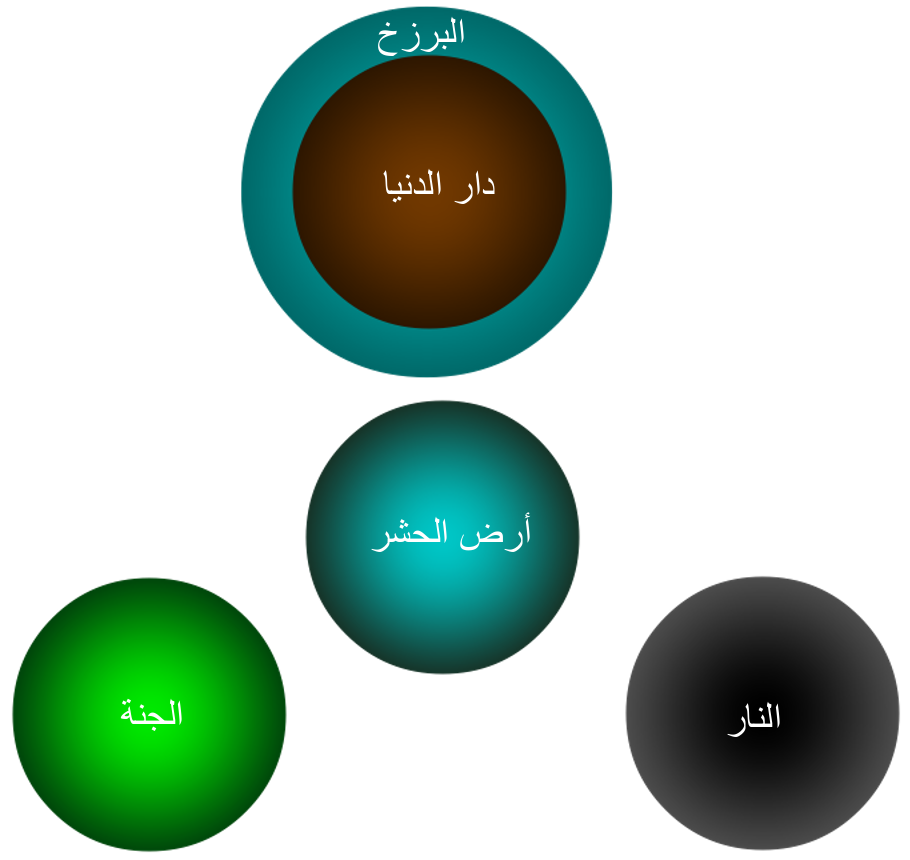
نمودار جهان: دار دنیا، بهشت، جهنم و برزخ از فتوحات‌المکیه، سال ۱۲۳۸.

ورود رسمی ابن عربی به سلوک در سن ۲۱ سالگی (در سال ۵۸۰ ه‍.ق) روی داد، ولی او در زمانی شناخته‌شد، و مشایخ زمانش به دیدار او شتاب کردند، که محیی‌الدین آثاری در شاخه‌های مختلف حکمت و علم پدید آورد، عرفان را به نوعی، به فلسفه تبدیل کرد، و در نوشته‌هایش عقاید و باورهای بسیاری از مکاتب را به نقد کشید. برخی کوشیده‌اند که با استناد به برخی از نوشته‌هایش، اثبات کنند که او از اهل سنت است؛ و برخی کوشیده‌اند که با استناد به برخی دیگر از سخنانش، او را شیعه قلمداد کنند. حقیقت امر این است که کسی که در هر علمی، تخصص و تبحر و تحقیقات ویژه‌ای دارد همواره نقطه‌نظرهایی دارد که فراتر از دیگران است. در باب معارف نیز، همین‌گونه است و از این رو، نمی‌توان محیی‌الدین را در چهارچوب هیچ گروهی قرار داد. مهم‌ترین کتاب وی فصوص‌الحکم بر مبنای خواب مبشرین است.
ابن عربی از آن افراد نادریست که فرنگی‌ها آن‌ها را Uisionaur یا Halusine می‌نامند که می‌توان آن را مجذوب و مُسخر پندار و تصورات گفت، نوعی وحی یا الهام و پندارهایی راجع به عالم بر جان آن‌ها مستولی است و نوعی مأموریت غیبی برای خویش قائلند. این تصور، فرض یا حدس نیست. مکرر در نوشته‌های وی آمده است که پیغمبر را در خواب دیده و او را به نوشتن مطلبی امر فرموده یا در عالم رؤیا به وی وحی شده است که فتوحات مکیه را آغاز کند. محیی‌الدین کتاب «فتوحات» را در مکه نوشت، و سپس تمام اوراق آن را بر روی سقف کعبه پهن کرد و گذاشت یک سال بماند تا به واسطه باریدن باران، اگر مطالب باطلی در آن است شسته شود و محو گردد، و حق از باطل مشخص شود. پس از یک سال باریدن باران‌های پیاپی و متناوب، وقتی که اوراق گسترده را جمع نمود مشاهده کرد که حتی یک کلمه هم از آن شسته نشده است.
ابن عربی، کتاب «ترجمان الاشواق» را در ستایش از زیبایی نظام، دختر شیخ خود در مکه یعنی مکین‌الدین اصفهانی به نگارش درآورد و به اثبات این نکته پرداخت که عشق نسبت به زن، با عشق نسبت به مطلق، در یک نقطه به هم می‌رسند.

### وحدت وجود

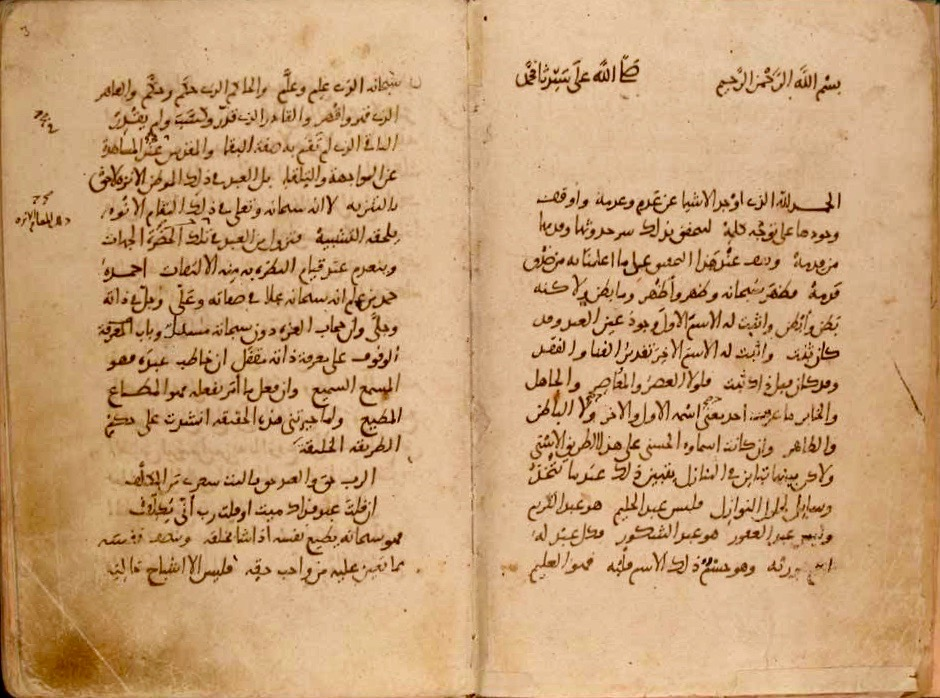
صفحات آغازین نسخه خطی قونیه مکیّه، دست خط ابن عربی

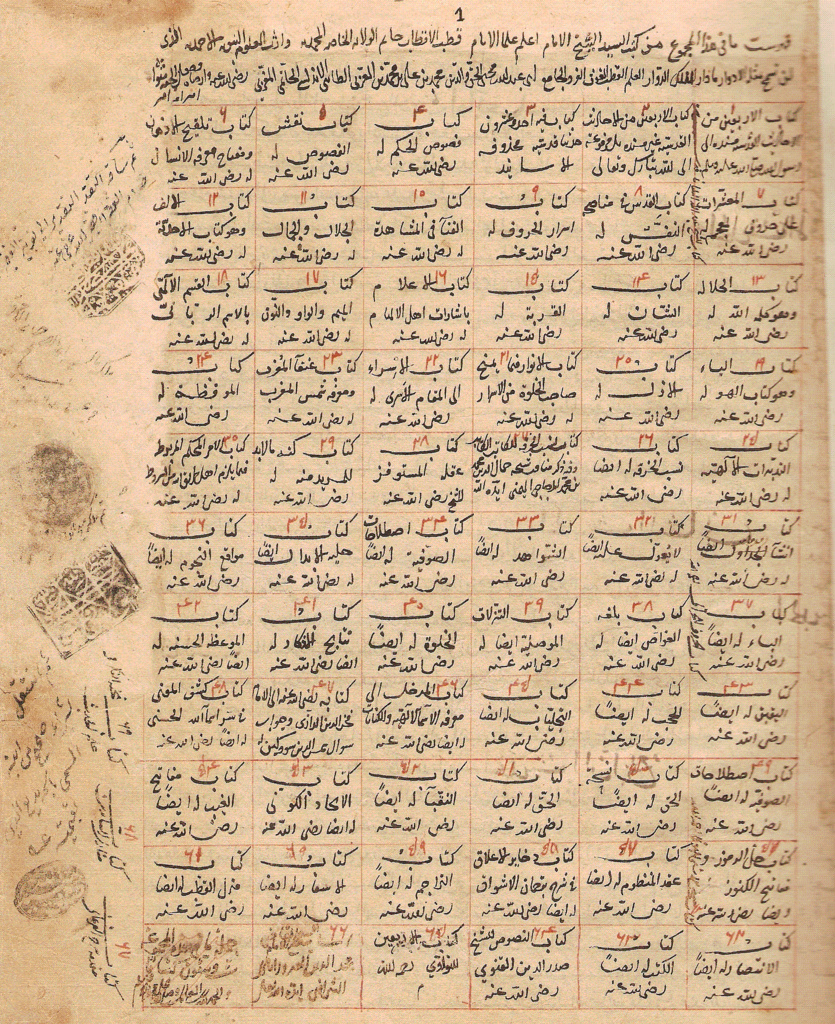
فهرست قرون وسطای کتاب‌های ابن عربی

اعتقاد به وحدت وجود نقطه محوری اندیشه و کار ابن عربی است. او در دو کتاب بزرگ خود به انواع گوناگون و با استدلال‌های متنوع، آن را بسط داده و گوئی مکتبی را بنیان نهاده است. تفسیرهای مختلفی از وحدت وجود ارائه شده است که یکی از آن تفاسیر، تفسیر ابن عربی است. البته، عرفان پژوهان نیز در جزئیات، در فهم وحدت وجودِ ابن عربی، اختلاف دارند؛ و علی شالچیان ناظر پژوهشگر مطالعات عرفانی و پژوهشگر آثار ابن عربی، در کتاب وحدت وجود و نتایج آن از نگاه محیی‌الدین کوشیده است که با استناد فراوان به آثار ابن عربی، فهم دقیق‌تر و بهتری از دیدگاه او در مورد وحدت وجود، ارائه کند.
به گفته محسن جهانگیری نویسنده کتاب ابن عربی، عالم بزرگ اسلامی عرفان اسلامی پیش از وی بیشتر عرفان عملی و نوعی زهد و بی اعتنایی به زندگانی دنیایی بود، اما عرفان ابن عربی عرفان نظری و عرفان حب و به اصطلاح عشق است. او به راستی بنیان‌گذار عرفان نظری در اسلام است و اصل‌الاصول عرفانش عشق و وحدت وجود است؛ یعنی که مدارهستی بخش و حقیقت هستی، حق تعالی است و جز او حقیقتی و وجودی نیست «لیس فی الدار غیره دیّار».
البته رگه‌هایی از وحدت وجود در آثار عارفان پیش از وی همچون ابوسعید ابوالخیر و حلاج و دیگران دیده می‌شود ولی آن‌ها اکثراً وحدت شهودی بودند نه وحدت وجودی. عارف وحدت شهودی در نهایت مسیرش به جایی می‌رسد، که جز خدا چیزی نمی‌بیند: «رسد آدمی به جایی که به جز خدا نبیند»، ولی نهایت نظر و سپهر عارف وحدت وجودی این است که جز خدا اصلاً وجودی و موجودی نیست: «لا موجود الا الله».

## اعیان ثابته
اعیان ثابته از ارکان عرفان ابن عربی است و خداشناسی، جهان‌شناسی و انسان‌شناسی او بر این نظریه استوار است. اعیانْ جمع "عین" است و عین به معنای "ذات" می‌باشد. ذاتْ حکایت از وجود دارد؛ امّا این اعیان، نمی‌توانند "وجود خارجی" داشته باشند (زیرا در این صورت، همزمانْ موجود و ازلی (قدیم) خواهند بود و از این مسئله، تعدّد قدما، لازم می‌آید) لذا "اعیان" نه موجودند (زیرا تعدد قدما، باطل است) و نه معدوم مطلق (زیرا که وجودِ علمی دارند؛ یعنی در علم خدا موجودند؛ همان‌طور که یک بنا، پیش از آنکه برپا گردد و وجود خارجی یابد؛ در علم و ذهن مهندس آن، موجود است). ابن‌عربی چنین حالتی که نه موجود و نه معدوم است را "ثبوت" می‌نامد و بدین لحاظ، معلومات ازلیِ حقّ (اعیان) را "ثابت می‌داند.
هر چند که به‌لحاظ معنا سوابقی در تفکرات پیش از او و به‌ویژه در اندیشه معتزله، موجود است. تعابیری کلامی و معتزلی، مانند: شیء ثابت، معدوم ثابت، ثابت ازلی و معدوم ازلی می‌تواند پیشینه اندیشه «اعیان ثابته» به‌حساب آید. به اختصار، بنا بر مشرب ابن‌عربی، علت طرح اعیان ثابته بدین قرار است که: خداوندْ عالِم است و علم او تابع معلومات است؛ امّا از آنجا که علم الهی، ازلی است؛ معلومات وی نیز می‌بایست ازلی باشد؛ ابن‌عربی، این معلومات ازلی را «اعیان ثابته» می‌نامد.
از منظر ابن عربی، هر چیزی که در عالَمِ مُلک (عالم خلق) پدیدار می‌شود پیش از اینکه در عالَمِ مُلک پدیدار شود، حقیقت و صورتی ثُبوتی در علمِ حضرت حق و در خیالِ ساحتِ وجود و در خیالِ جهان دارد که به آن «عینِ ثابته» گفته می‌شود. به‌طور خلاصه، می‌توان چنین تعبیر کرد که عین ثابتهٔ هرکس و هرچیز در واقع، صورت و حقیقتِ ملکوتیِ هرکس و هرچیز است.
درمورد وجه تسمیهٔ اعیان ثابته (سبب نامگذاری آن) و همچنین نکته‌ها و ظرایف آن و پاسخ به اشکالاتی در آن باره، به کتاب وحدت وجود و نتایج آن از نگاه محیی‌الدین ابن عربی، به قلم علی شالچیان ناظر، مراجعه شود.

## تأثیر عرفان مسیحی بر عرفان ابن‌عربی
ابن‌عربی میراث‌دار یک سنت عرفانیِ مدید در دنیای اسلامی شرقی و وارث بیش از صد سال تفکر در خودِ اسپانیای مسلمان بود. او به آخرین دورهٔ پیشرفت برنهاد تصوف و عرفان تعلق دارد، و درواقع به آغاز شدن آن کمک می‌کند، که به وحدتیه معروف است. در اندیشهٔ وی، هدف عرفانی صوفی و عارف بر یک فلسفهٔ یگانه‌انگاری وجودی بنا نهاده شده است. ابن‌عربی در ابتدا به‌عنوان عضوی از مکتب تصوفِ سویا بود.
ابن‌عربی از گروهی از صوفیان سخن می‌گوید که به دنبال تجربهٔ یک زندگی زاهدانه و عارفانه با الهام از مسیح بودند، و به نام مسیح خوانده می‌شدند. نوشته‌های دیونیسوس آریوپاگوسی مجعول با کتابچه‌ای از تجربیات دینی، عرفان مسیحی را مجهز کرد، که در دنیای اسلام نیز معروف شد.
ابن‌عربی به دنبال این بود که به تصوف، بر اساس فهم خود از خدا و جهان پیرامونش، بنیانی فلسفی بدهد.
وی از بعضی جهات تلقی مَدرسی از خدا را دنبال می‌کند، زیرا از او به‌عنوان مطلق و واجب‌الوجود سخن می‌گوید، که ذات و وجودش یکی است، اما درعین‌حال ایدهٔ آفرینش ضروری را نیز مطرح می‌کند. از آنجا که در اندیشهٔ ابن‌عربی آفریده‌ها و آفریننده یکی هستند، صوفی باید پاسخ دهد که چه چیز جهانِ محسوسِ هستی را، چنانچه شناخته‌شده است. جهانی که ابن‌عربی فرض می‌گیرد تنها یک واقعیت است که در آن خدا نه به‌عنوان علت پیدایش آن، بلکه صرفاً ذات آن است. ابن‌عربی محمد را به‌مثابه انسان کامل، علتِ آفرینش و آخرین نمونه‌اش می‌داند. هم‌زمان طرز برخوردی مدارا آمیز نسبت به سایر ادیان مطرح می‌کند. بنا بر متافیزیکِ ابن‌عربی، صوفی پیش از این هم با خدا یکی بوده است، اما آنچه که در این بالاترین حالتِ وجد و خلسه رخ می‌دهد، دریافت معرفت عرفانی است که اجازه می‌دهد او به صورت یک فردِ مَحرَم، وحدتی را که جزئی از آن است، بفهمد و تجربه کند. درست همان‌طور که ابن‌عربی بر وحدتی که باید در واقعیت یافت شود تأکید کرد، هنگامی که روح به خدا نائل آمد، سنت یوهان نظراتی مشابه دارد و از فانوس‌های بسیارِ روح سخن می‌گوید که به هم می‌پیوندند. در مقایسهٔ بین عرفان اسلامی و مسیحی، فوراً می‌توان دید که هر دو از سرچشمه تصورات معنوی مشترکی بهره جسته‌اند که از دنیای هلنیستیک به ارث رسیده بود. هر دو دارای اصل لوگوس هستند و هر دو برای شخصی که وحدت با خدا را می‌جوید برنامه‌ای ارائه می‌کنند که پیشرفت از زندگی زاهدانه به زندگی عارفانه را ممکن می‌سازد که با تجربه مستقیم خدا به حد اعلا می‌رسد. ابن‌عربی به مسلمانان مشتاق هشدار می‌دهد «از خداوند چیز دیگری غیر از خودش مجویید».

## ابن عربی از نگاه دیگران
با زیادی مخالفان و با آن‌که بسیاری از علمای بزرگ سنت و جماعت به تکفیر وی برخاسته‌اند اما دانشمندان به نامی چون فخر رازی، ابن سعد یافعی، سعدالدین حموی، عبدالرزاق کاشانی، فخرالدین عراقی و ابوالحسن شعرانی و شیخ بهایی از معتقدان وی بوده و در شرح و تفسیر عقاید او کتاب‌ها نوشته‌اند. برخی از دیدگاه‌ها در مورد وی از این قرارند:
- ملاصدرا: منشأ دیگر تحول دینی در جهان اسلام به حتم عارف کبیر ابن عربی است، که واضع عرفان نظری در جهان اسلام است که به عقیده حقیر [ملاصدرا] اگر باعث رنجش اهل فلسفه نشود مقامی عظیم تر از ابن سینا و فارابی دارد.
- سید علی قاضی: از میان عرفاً و واصلان کوی حقیقت، محیی‌الدین بن عربی در معرفت نفس و شهود باطنی فردی بی‌نظیر بود. بعد از مقام نبوت در میان رعیت احدی در معارف عرفانی و حقایق نفسانی در حد محیی‌الدین عربی نیست و کسی به او نمی‌رسد.[۲۵]
- سید جلال‌الدین آشتیانی از فلاسفهٔ صدرایی معاصر، در مقدمه شرح فصوص الحکم قیصری می می‌نویسد: شیخ اعظم محیی الدین ابن عربی… خصم الد (دشمن‌ترین دشمنان) شیعه امامیه است. شیخ اعظم به‌طور کلی با شیعه خصوصاً فرقه امامیه سر سازش ندارد. او گویا مطلقاً آثار ائمه شیعه را ندیده است… یکی از احتمالات آن است که دشمنان امیرالمؤمنین علی بن ابی طالب … آنچه که شیخ اعظم بدون تحقیق از امور مسلمه دانسته است، جعل کرده‌اند در زمان شیخ اعلی الله قدره، بسیاری از افاضل شیعه در سوریه و خصوصاً در حلب توطن داشتند، از علمای بزرگ شیعه و متکلمان این فرقه در نواحی نزدیک به سر می‌بردند و شایسته بود شیخ بزرگوار به آنها مراجعه می‌کرد. نسبت دادن کلامی به آن سستی (منظور کلمات وی در طعن به شیعیان است) به شیعه به نحو اطلاق حاکی از ساده لوحی و زودباوری است.[۲۶]
- علامه طباطبایی صاحب تفسیر المیزان: در اسلام هیچ‌کس نتوانسته است یک سطر مانند محیی‌الدین ابن عربی بیاورد.[۲۷][۲۸]
- سید روح‌الله خمینی در نامه به گورباچف: دیگر شما را خسته نمی‌کنم و از کتب عرفا و به‌خصوص محیی‌الدین ابن عربی نام نمی‌برم؛ که اگر خواستید از مباحث این بزرگ‌مرد مطلع گردید تنی چند از خبرگان تیزهوش خود را که در این گونه مسائل قویا دست دارند راهی قم گردانید تا پس از چند سالی با توکل به خدا از عمق لطیف باریکتر از موی منازل معرفت آگاه گردند که بدون این سفر آگاهی از آن امکان ندارد.[۲۹]
- حسن‌زاده آملی: فصوص و فتوحات [کتب ابن عربی] را باید از کرامات خاص به او [ابن عربی] دانست: ذَلِکَ فَضْلُ اللَّهِ یُؤْتِیهِ مَنْ یَشَاءُ[۳۰] (این نعمت خداست که به هر که خواهد ارزانیش می‌دارد).[۳۱]
- جوادی آملی: محیی‌الدین [ابن عربی] در بین معاریف اهل عرفان بی‌همتا و در عمودین زمان خویش (از گذشته تا کنون) بی‌نظیر می‌باشد. بسیاری از مبانی حکمت متعالیه وامدار عرفانی است که ابن عربی پایه‌گذار نامدار آن می‌باشد.[۳۲][۳۳]
- مرتضی مطهری: مظهر و نماینده کامل عرفان اسلامی، که عرفان را به صورت یک علم مضبوط درآورد و پس از او هر کس آمده تحت تأثیر شدید او بوده است، محیی‌الدین ابن عربی است.[۳۴]
- علی دشتی: محیی‌الدین دانشمندی است پرمایه و پرکار، اندیشه‌ای دارد پوینده و پرجولان و ذهنی انباشته از معلومات و تصورات.[۱۰]

## آثار ابن عربی

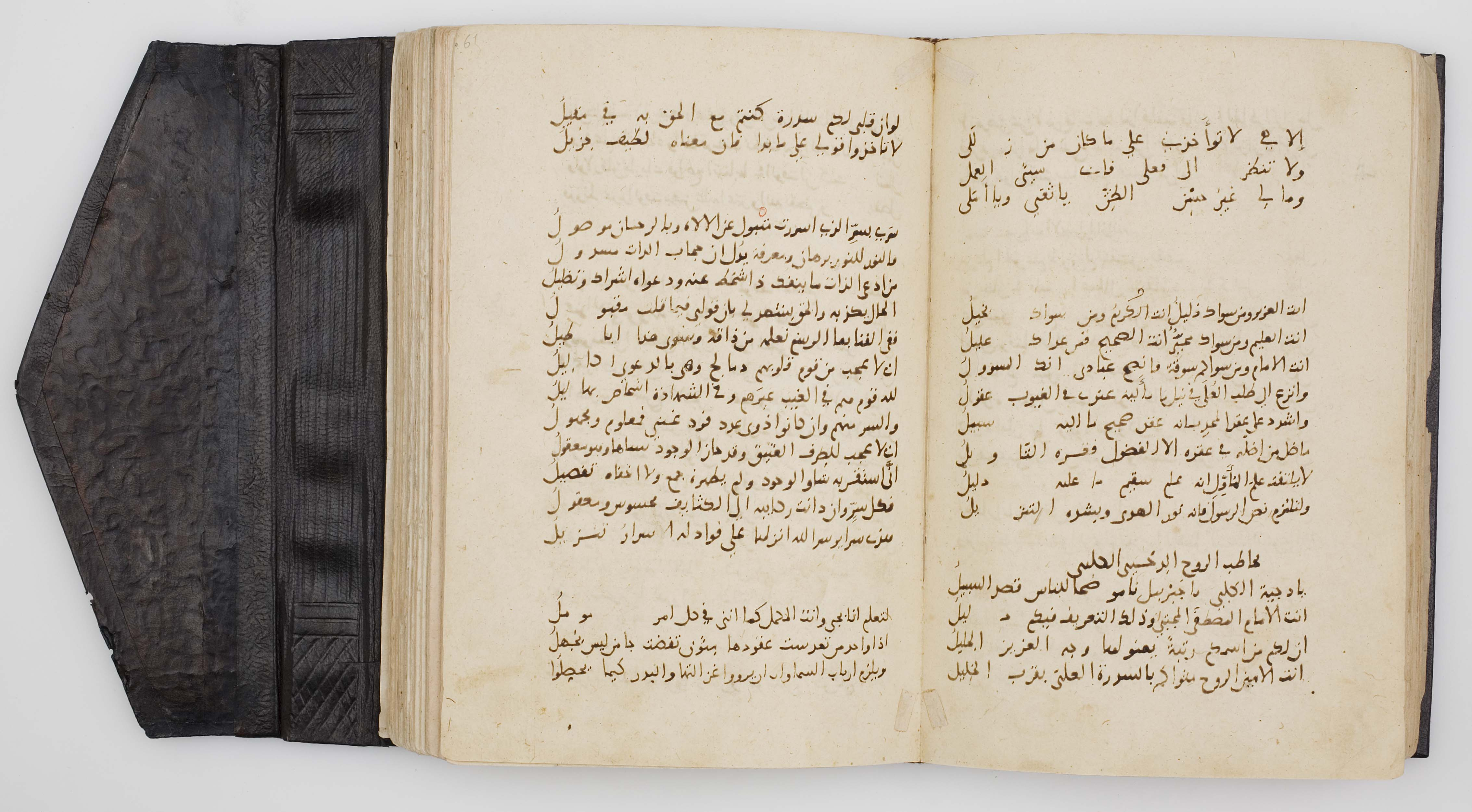
صفحه‌ای از دیوان شش جلدی ابن عربی؛ نسخه‌برداری شده توسط نویسنده.

ابن عربی را نویسنده‌ای پرکار ذکر کرده‌اند که آثار زیادی را از خود برجای نهاده است. مهم‌ترین آن‌ها بدین قرارند:
- فصوص‌الحکم، تصحیح و ترجمه محمد خواجوی؛ تهران: انتشارات مولی؛ دورهٔ دو جلدی ترجمه و شرح فصوص الحکم علی شالچیان ناظر، تهران: انتشارات سلوک ما. در ضمن، علی شالچیان ناظر متن عربی فصوص الحکم را در جلدی مستقل، با استفاده از نسخه‌های خطی متعدد، در اواخر سال ۱۴۰۳ تحقیق و تصحیح مجدد کرده است.[۳۶]
- فتوحات مکیه، تصحیح و ترجمه محمد خواجوی؛ تهران: انتشارات مولی.
- العبادلة ترجمه و شرح علی شالچیان ناظر؛ تهران: انتشارات سلوک ما. (دورهٔ دو جلدی)
- دیوان ابن عربی،
- الإعلام بإشارات أهل الإلهام، ترجمه و شرح علی شالچیان ناظر؛ تهران: انتشارات سلوک ما
- ترجمان‌الاشواق، ترجمه امیرحسین الهیاری؛ تهران: انتشارات مولی.
- عنقاء مغرب فی ختم الاولیا و الشمس المغرب، ترجمه امیرحسین الهیاری؛ تهران: انتشارات مولی.
- انشاء الدوائر، ترجمه محمد خواجوی؛ تهران: انتشارات مولی.
- عقله المستوفز، ترجمه محمد خواجوی؛ تهران: انتشارات مولی.
- مواقع النجوم، تصحیح و ترجمه محمد خواجوی؛ تهران: انتشارات مولی.
- کتاب الحکمة (کتاب الحِکَم)، ترجمه و شرح علی شالچیان ناظر؛ تهران: انتشارات سلوک ما.